# Emmanuel College (Cambridge)
Das Emmanuel College ist ein College der University of Cambridge, England.
Seit 1998 war Emmanuel regelmäßig unter den besten fünf Colleges in der Tompkins Table platziert, welche die Colleges der University of Cambridge nach den Leistungen der Undergraduates in den jährlichen Abschlussprüfungen bewertet. Emmanuel wurde in dieser Zeit fünfmal zum besten College gekürt (2003, '04, '06, '07, '10) und belegte sechsmal Platz zwei (2001, '02, '08, '09, '11, '12).
Das Nettovermögen des Colleges betrug zum Abschluss des Geschäftsjahres 2010/2011 etwa 150 Millionen £, eingerechnet die Rückstellungen für Pensionsverpflichtungen.
Emmanuel stand – wie viele andere Colleges – ursprünglich nur Männern offen und nahm 1979 erstmals Frauen als Studentinnen auf.

## Geschichte
Das College wurde 1584 durch Sir Walter Mildmay gegründet. Ursprünglich befand sich an der Stelle des heutigen College ein Kloster der Dominikaner. Gegen Mitte des 16. Jahrhunderts kam es jedoch zur Auflösung der englischen Klöster durch Heinrich VIII. Mildmay konnte bei der Gründung des College auf die Überreste des Klosters zurückgreifen.

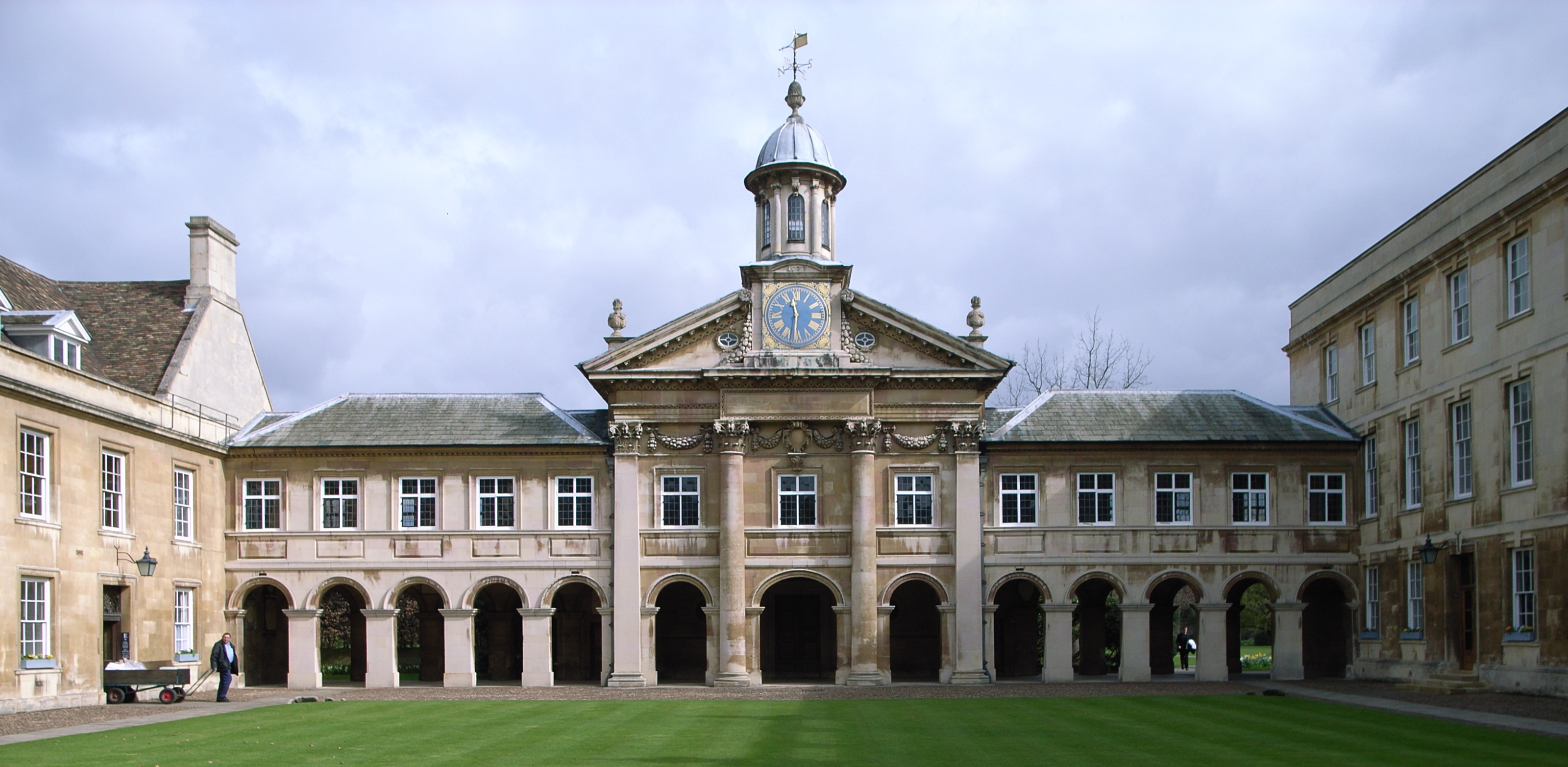
Kapelle, vom vorderen Hof aus gesehen.

Tatsächlich verfolgte Mildmay religiöse Ziele. Als Puritaner beabsichtigte er, in Emmanuel protestantische Prediger auszubilden, um ein Gegengewicht zu den erfolgreichen katholischen Schulen herzustellen, die über lange Zeit dominikanische Mönche hervorgebracht hatten.
Im Englischen Bürgerkrieg wurde das College bei der Besetzung durch die Parlamentstruppen, in dessen Folge viele andere Colleges ihre Fellows verloren, als bekannte Kaderschmiede von Puritanern gefördert und Angehörige des Colleges besetzten viele der durch die Entlassungen frei gewordenen Posten an anderen Colleges in Cambridge. Um die gleiche Zeit entwickelten die Cambridger Platoniker, die größtenteils vom Emmanuel College kamen, eine auf Vernunft und Toleranz begründete Interpretation der christlichen Religion.
Richard Wilson, Baron Wilson of Dinton war 2002 bis 2012 Master des Emmanuel College, gefolgt von Dame Fiona Reynolds, die von 2012 bis 2021 das Amt innehatte.

## Trivia
Emmanuel verfügt über einen großzügig angelegten Garten mit einem großen Teich, der einer Kolonie von Enten und einigen Schwänen Nahrung, Schutz und Lebensraum bietet. Die Enten sind ein inoffizielles Wahrzeichen des College, unter dem Namen Green Duck Scheme hat es im Jahr 2007 eine Umweltschutzinitiative gestartet.
In einem der Gärten befindet sich darüber hinaus ein Swimmingpool, der auf ein älteres Bad der Mönche zurückgeht. Es soll sich dabei um eines der ältesten Schwimmbecken in Europa handeln.
Der antarktische Emmanuel-Gletscher wurde nach dem College benannt.

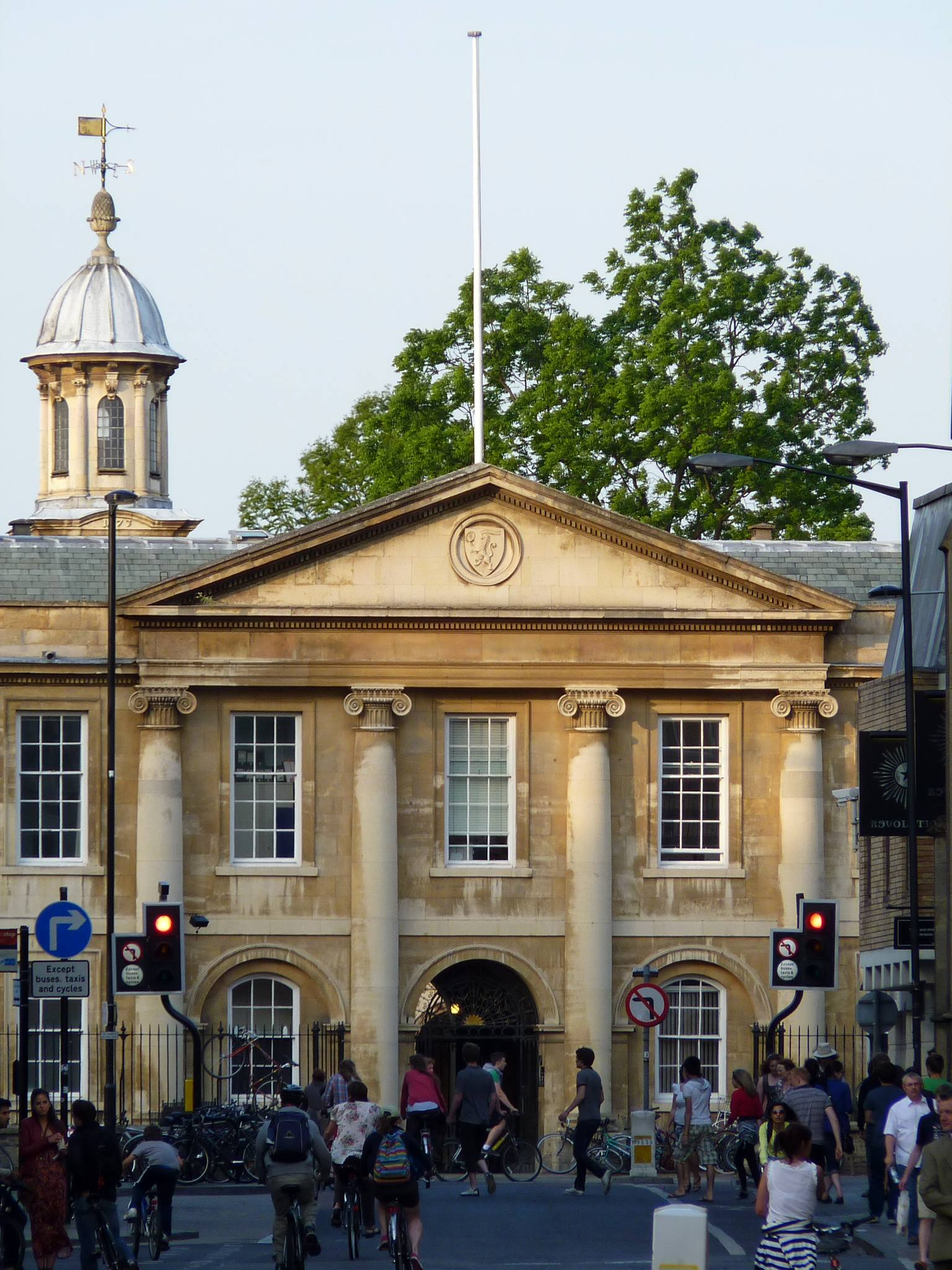
Haupteingang und Porters' Lodge, von der Downing Street aus gesehen

## Zahlen zu den Studierenden
Im Dezember 2022 waren 740 Studierende am Emmanuel College eingeschrieben. Davon strebten 515 (69,6 %) ihren ersten Studienabschluss an, sie waren also undergraduates. 225 (30,4 %) arbeiteten auf einen weiteren Abschluss hin, sie waren postgraduates; davon waren 121 Doktoranden. 2020 waren es 733 Studierende gewesen, davon 219 im weiterführenden Studium, 2021 insgesamt 749.

## Berühmte Alumni
- Graham Chapman, Schriftsteller, Schauspieler und Komiker, Mitglied von Monty Python
- Malcolm Dixon, Biochemiker
- Edward Evanson, Theologe und Geistlicher
- Michael Frayn, Schriftsteller
- John Harvard, Politiker und Gründer des Harvard College
- Jeremia Horrocks, Astronom
- Henry Edward Newton, Geistlicher und Bergsteiger
- John Wallis, Mathematiker

Der fiktive Erzähler Lemuel Gulliver aus Jonathan Swifts Werk Gullivers Reisen soll auch ein Emmanuel-Alumnus sein.